# Ulrik Adolf Holstein (storkansler)
 Der er flere personer med dette navn, se Ulrik Adolf Holstein.
Ulrich Adolph lensgreve (von) Holstein (14. april 1664 – 21. august 1737) var en dansk storkansler.
Efter tronskiftet 1699 blev han overkammerjunker og, kort efter optaget i den danske friherrestand med godset Fuirendal som baroni; dette blev 1708 sammen med nogle andre godser omdannet til et grevskab, og Holstein blev således den første lensgreve til Holsteinborg. 1718 var han en af de 34 mænd, Frederik IV tog på råd med om Danmarks og Norges udenrigspolitik, og kort efter blev han sendt til England for at bane vejen for et nærmere forbund mellem England og Danmark, et hverv, han skilte sig fra til kongens fulde tilfredshed, hvorfor han (september 1719) blev medlem af konseilet. To år senere blev han storkansler.
Han var bror til Christian Frederik, Ditlev og Henning Christopher von Holstein.

## Venskab med kongen
Han var født 14. april 1664; hans fader, Adam Christopher von Holstein (1631-1690), der ejede Netzeband og Buchholtz i Mecklenburg, var trådt i dansk tjeneste som rytterofficer; moderen hed Cathrine Christine Reventlow af Futterkamp (1647-1704) og var en søster af Conrad Reventlow. Allerede som dreng var Holstein blevet page ved Christian V's hof, hvor han ansattes til «daglig opvartning» hos kronprinsen, den senere Frederik IV, der den gang var 7 år gammel. Han vedblev nu at stå i prinsens personlige tjeneste, denne fattede efterhånden stort venskab for ham, og da han besteg tronen, gjorde han ham straks til overkammerjunker. Der var ingen, han hellere ville have med sig på sine rideture, og det var et tydeligt udtryk af hans venskab, da han optog ham i friherrestanden og skænkede ham det til kronen hjemfaldne Fuirendal som lensbaroni (september 1700). Tilsyneladende skiltes vennerne dog snart. Da Frederik IV i året 1703 forelskede sig i den preussiske statsafsending baron Viereggs datter, måtte han for at føje elskerinden, der hadede Holstein, fjerne denne fra hoffet. Han blev i vinteren 1703-04 amtmand i Flensborg Amt, og han beklædte dette embede en række år. Imidlertid gav kongen ham et bevis på, at han ikke havde glemt ham, da han 1. januar 1708 ophøjede ham til lensgreve. Samtidig blev Fuirendal tillige med godset Trolholm, som Holstein havde købt det foregående år, gjort til et grevskab under navn af Holsteinborg. Det var en elskerinde, der havde søgt at drage kongen bort fra ham; men senere skulle Frederik IV ved at forelske sig i en anden kvinde blive bragt i et særlig nært forhold til Holstein; det var, da han (1712) bortførte Anna Sophie Reventlow, en halvsøster til Holsteins hustru, fra Clausholm og lod sig vie til hende til venstre hånd. Der falder en stærk mistanke på Holstein for at have begunstiget denne forbindelse.
Trods dette svogerskab gik der adskillige år hen, inden Holstein kom til at optræde på en større skueplads. Det var først i den store nordiske Krigs sidste år, at han fra sin amtmandsplads kaldtes til egentlig statsmandstjeneste. Han var i 1718 en af de 28 høje, dels fungerende, dels forhenværende embedsmænd, hvis råd Frederik IV æskede om, hvad der ville være den rette politik under øjeblikkets "tvivlsomme og epineuse Konjunkturer", og snart efter sendtes han i et vigtigt ærinde til England for at forsøge at skabt en nærmere sammenslutning imellem kong Georg I og Frederik IV. Han optrådte ved denne lejlighed med dygtighed og viste både ihærdighed og et klart blik på de forskellige forhold i den forviklede stilling, som der måtte tages hensyn til. Hans opfattelse af den politik, der i denne tid burde følges, faldt sammen med den, hans fjerne slægtning Johan Georg Holstein havde; han mente med andre ord, at Frederik IV under den splid, der den gang var udbrudt imellem zar Peter og Georg I, burde forene sig med denne sidste.

## Indsats som diplomat
Da Frederik IV efter Den store nordiske Krigs slutning kom i et spændt forhold til Rusland, syntes tilslutning til England særlig at måtte anbefale sig, og dette var en grund mere til, at kongen, der allerede 29. september 1719 havde givet Holstein sæde i Konseillet, 2 år senere stillede ham på den øverste plads i embedsklassen ved at gøre ham til storkansler, således at både Danske og Tyske Kancelli lagdes under ham (20. juni 1721). Samme år blev han patron for Universitetet. Men den vigtigste grund til denne ophøjelse var dog utvivlsomt, at kongen i april samme år havde ladet sig vie til højre hånd til hans svigerinde Anna Sophie og 30. maj havde kronet hende til sin dronning. Hvid ridder var Holstein imidlertid allerede blevet 1699, Ridder af Elefanten havde han været siden 1712. Efter at Holstein var blevet hævet så højt, som en undersåt kunne blive det, vedblev han at hævde denne plads, så længe Frederik IV levede. Men det er et spørgsmål, om han fuldt har udøvet en indflydelse, der svarede til stillingen. I det mindste havde i flere år admiral Gabel (s. V, 508) utvivlsomt mere kongens øre end han, og i Frederik IV's sidste år holdt denne mere af at afgøre de danske kancellisager i forbindelse med oversekretæren Møinichen end ved forhandling med Holstein, hvor lidt han dog havde tabt noget i kongens personlige velvilje, derom var blandt andet det et vidnesbyrd, at denne bevilgede alle hans ægte descendenter (efterkommere) rang med lensgrever og lensgrevinder. Derimod var det en selvfølge, at han mødte en mindre god stemning hos kronprinsen, den senere Christian VI. Denne hadede sin stedmoder Anna Sophie alt for stærkt til ikke at overføre en del uvilje på hendes nærmeste slægtninge, og altså også på hendes søster grevinde Holstein og selve storkansleren. Han var derfor næppe kommet på tronen, førend han afskedigede Holstein fra hans høje stillinger (oktober 1730). Da han imidlertid ikke med føje kunne sigte ham for nogen brøde, og det desuden ikke havde været Holstein, der i Frederik IV's sidste regeringsår havde haft mest at sige hos denne, gav han ham en anselig pension (4000 Rdl.), og han viste ham tillige det hensyn, at han lod ham så vel som hans hustru spille en ret fremragende rolle ved hans egen salving. Fra nu af forsvandt Holstein i privatlivet, og han døde få år senere (21. august 1737).
Hvor vigtige embeder Holstein end beklædte, er det dog vanskeligt at danne sig en klar forestilling om, hvad han har udrettet. Man tager næppe fejl, når man antager, at hans virksomhed som patron ved Universitetet var betydningsløs, og der er træk ved kancellisagernes behandling i hin tid, som tyder på, at det skortede ham på energi. Flere franske diplomater have fældet blodige domme, snart om hans karakter, snart om hans evner; men de er vitterlig så partiske, at man ingenlunde fuldt kan stole på dem. Selv om der vistnok var noget småligt ved hans forretningsførelse, der kunde gøre det til en plage at forhandle med ham, så havde han dog flere gode egenskaber, han var en forstandig mand, tillige forsigtig og ikke let at overliste, og han havde en vis sejhed, som undertiden var på rette plads ved de meget trælsomme forhandlinger af forskellig slags, som der den gang var fuldt op med, blandt andet netop over for de franske diplomater. I personlig omgang var han behagelig og venlig; en engelsk diplomat, der havde meget med ham at gøre, har endog karakteriseret ham som en meget god mand, og han førte et gæstfrit hus.

## Grevinde Holsteinssalonkultur
Den kendsgerning, at hans hustru var en halvsøster til dronning Anna Sophie, virkede, som ovenfor antydet, ubestridelig til at styrke hans stilling. Men også hendes egne personlige egenskaber havde deres betydning. Hun, hvis pigenavn var Christine Sophie komtesse Reventlow, var en datter af storkansler, grev Conrad Reventlow og Anna Margrethe Gabel, og hun var født 30. oktober 1672. 16 år gammel blev hun gift med grev Niels Friis til Frijsenborg, og da han døde 1699, ægtede hun det følgende år (24. december 1700) Holstein også denne sin anden mand overlevede hun-, hun døde først i sin høje alderdom 27. juni 1757, og efter at hun i sin ungdom havde set Christian V i sit hus, kunne hun som gammel kone opleve at have dennes sønnesøns sønnesøn Christian VII, der dengang var dreng, som gæst hos sig. Foruden som U.A. Holsteins hustru at være lensgrevinde på Holsteinborg bevarede hun stedse efter sin første mands død indtægterne af de med Frijsenborg forenede godser Boller og Møgelkær.
Det var en imponerende stilling, denne kvinde indtog i selskabslivet. Hendes skønhed lovprises i samtidige beretninger i de stærkeste udtryk, og hun forstod at forøge virkningen deraf ved en ædel anstand og en behagelig talestemme. Hertil kom endelig ypperlige evner, der satte hende i stand til at udøve en betydelig indflydelse på sin mand, om hvem det blev fortalt, at han betroede hende alle sine hemmeligheder. Samtidig dermed gjaldt hendes ord meget hos halvsøsteren dronning Anna Sophie, og derved i adskillige tilfælde også hos selve kongen. Da hun var gæstfri ligesom hendes mand, var det intet under, at hendes salon blev den første i København og i adskillige år samlingsstedet for den fine verden og de fremmede diplomater. Lige så lidt kan man undres over at se, hvorledes forskellige mænd i høje stillinger søgte at vinde hendes velvilje. Statens diplomater var ivrige for at udføre småhverv for hende i udlandet, og de fremmede statsafsendinger i Danmark satte pris på at stå på en god fod med hende. Hun var deres tilflugt, når det gjaldt om at fjerne forskellige vanskeligheder, som etikettevæsen voldte, eller om at bryde igennem det smålige og pedantiske, der var ved manden. For så vidt det er sandsynligt, at hun har begunstiget søsterens forbindelse med Frederik IV, falder der en vis skygge over hende; men ellers hører man ikke noget ufordelagtigt om hende, og hun synes som gammel kone i sin egen slægt at have været genstand for stor pietet. Et afgjort tiltalende træk hos hende var den varme interesse, hun viste de danske skuespil i Frederik IV's tid. I hendes og storkanslerens ægteskab fødtes 6 børn.